# Cristian Stănescu
Cristian Stănescu (ur. 13 października 1951 w Glodeni) – rumuński polityk, inżynier i przedsiębiorca, były poseł, w 2007 deputowany do Parlamentu Europejskiego.

## Życiorys
W 1978 został absolwentem wydziału mechanicznego w Braszowie. Pracował do 1993 jako inżynier i kierownik serwisu w tym mieście, później był dyrektorem przedsiębiorstwa. W 1994 został prezesem spółki akcyjnej "Cristiana".
Od 1999 działał w Sojuszu na rzecz Rumunii, w 2001 zaangażował się w działalność Partii Wielkiej Rumunii. W latach 2004–2008 z jej ramienia zasiadał w Izbie Deputowanych.
Po przystąpieniu Rumunii do Unii Europejskiej 1 stycznia 2007 objął mandat eurodeputowanego jako przedstawiciel PRM w delegacji krajowej. Został członkiem grupy Tożsamość, Tradycja i Suwerenność, a także Komisji Gospodarczej i Monetarnej. Z PE odszedł 9 grudnia 2007, kiedy to w Europarlamencie zasiedli deputowani wybrani w wyborach powszechnych.